# Wilhelm Tank

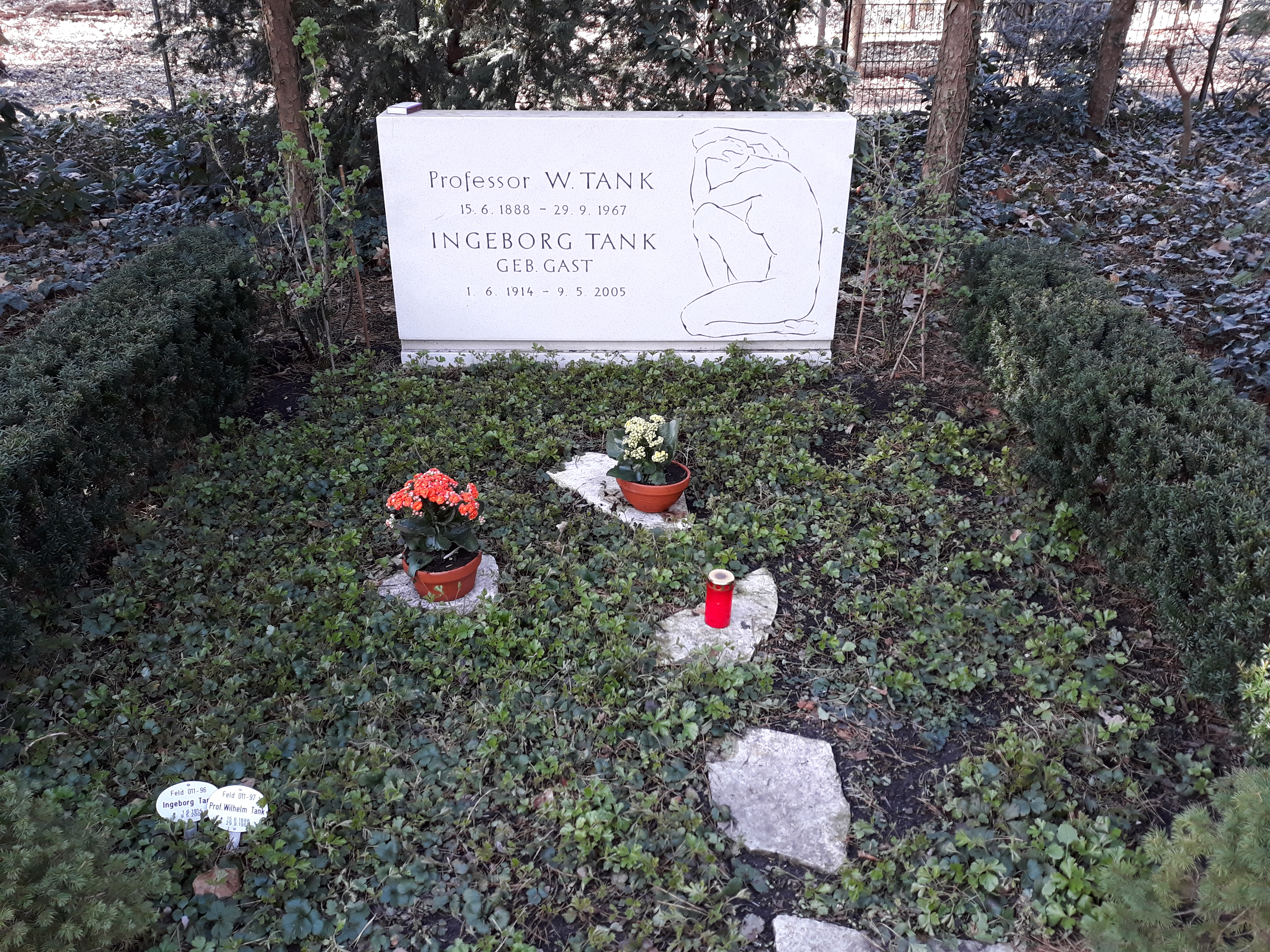
Das Grab von Wilhelm Tank und seiner Ehefrau Ingeborg, geborene Gast, auf dem Waldfriedhof Dahlem

Wilhelm Tank (* 15. Juni 1888 in Kuschlin, Provinz Posen; † 29. September 1967 in Berlin) war ein deutscher Akademie-Professor für plastische Anatomie, Maler und Bildhauer. Durch seine Lehrtätigkeit im Zeitraum von fünf Jahrzehnten, als Autor von 14 Büchern sowie über 100 Artikeln zu wissenschaftlichen und künstlerischen Themen wurde er im Lehrberuf eine prägende Persönlichkeit in seinem Fachbereich.

## Leben, Ausbildung
Tank wurde als Sohn des evangelischen Superintendenten Emil Albert Ludwig Tank (Kirche der altpreußischen Union) geboren, der zu dieser Zeit die Pfarrstelle der Kuschliner Dorfkirche innehatte. Dessen Familie stammte aus Ostpreußen. Nach dem Abitur studierte Wilhelm zunächst Maschinenbau.
Seine berufliche Karriere in Berlin begann an der Hochschule für bildende Künste in Berlin (Universität der Künste Berlin). Zusätzlich studierte Tank Anatomie bei Hans Virchow an der Friedrich-Wilhelms-Universität. 1911 gehörte Tank zu den Schülern des damals in Europa berühmten Anatomen Paul Richer, Professor für künstlerische Anatomie in Paris. In den Jahren seiner Ausbildung sowie im Berufsleben unternahm Tank Studienreisen durch das nördliche Afrika, Vorderasien, Südrussland, England, Frankreich, Italien, Spanien und im gesamten deutschen Sprachraum, um jeweils vor Ort „das Wesen der Menschen zu studieren“.

## Die Lehrtätigkeit
Die Lehrtätigkeit begann für Tank 1912. Er wurde zum Lehrer für anatomisches Zeichnen und Aktzeichnen an die Charité Berlin berufen. Verpflichtungen an Gymnastikschule und Kunstschule folgten. Von 1925 bis 1936 war er im Lehrauftrag an der Deutschen Hochschule für Leibesübungen tätig. 1929 wurde er an die Hochschule für bildende Kunst Berlin berufen. Es erfolgte die Ernennung zum außerordentlichen und dann zum ordentlichen Professor. In der Folge hielt er bis Sommer 1962 Vorlesungen an der Hochschule für bildende Kunst und an der Freien Universität Berlin. Im Ruhestand übernahm Tank noch Verpflichtungen an drei Volkshochschulen.

## Meisterschüler
Bei Kunststudenten der 1930er und 1940er Jahre in Berlin galt Tank als der "gefragteste Akademieprofessor" für den Bereich Zeichnungen. Zu seinen Meisterschülern gehörten Erwin A. Schinzel und Manfred Welzel, die nach dem Zweiten Weltkrieg als deutsche Bildhauer der klassischen Tradition eine erfolgreiche Karriere machten. Beide waren bereits als junge Auszubildende von Arno Breker auch seinem Künstlerfreund Tank zur Aufnahme in Meisterkursen empfohlen worden. Breker und Tank hatten sich in der Kriegszeit dafür eingesetzt, dass junge Kunstinteressierte vor einer Einberufung zum Wehrdienst bereits ein Studium beginnen konnten.

## Öffentliches Wirken
Öffentliche Wirkung erzielte Tank als Zeichner und Maler durch die Illustration von Publikationen sowie durch die Ausstellung seiner graphischen und bildhauerischen Arbeiten von 1920 bis 1965.
In der Zeit des Nationalsozialismus war Tank Mitglied der Reichskammer der bildenden Künste. Für diese Zeit ist seine Teilnahme an sieben großen Gruppenausstellungen sicher belegt , darunter 1938, 1939 und 1942 die Große Deutsche Kunstausstellung in München mit fünf Werken, von denen Theo Memmel 1942 die Statuette „Speerwerfern“ erwarb. Postume Dokumentationen gab es u. a. in der Galerie Edition Marco (Bonn, 1978) und im Museum Arno Breker auf Schloss Nörvenich (1985 und 2003).
Sein Fachwissen brachte Tank auch im kulturpolitischen Engagement in Funk und Film ein. So entwickelte er 1928 mit dem Regisseur Arthur Holz die „Deutsche Funkgymnastik“ und illustrierte die Erstausgabe dieser Publikation. Gemeinsam mit Regisseur Wilhelm Prager war er 1925 Initiator und Mitgestalter des ersten Körperkulturfilms Wege zu Kraft und Schönheit. Für die Ankündigung des einstündigen Filmwerks zeichnete Tank ein aufwändiges Plakat. In den Film-Episoden wirkte auch die damals noch kaum bekannte Leni Riefenstahl mit. In Szenenauftritten waren unter anderen dabei: Gerhart Hauptmann, Camilla Horn, La Jana, Jack Dempsey, Johnny Weissmüller sowie Tänzerinnen und Tänzer der Mary Wigman Schule, darunter Leni Riefenstahl.

## Ehrungen
An seinem ehemaligen Wohnhaus Am Vogelherd 26 in der Siedlung Eichkamp erinnert eine Gedenktafel an ihn.

## Schriften (Auswahl)
- Tieranatomie für Künstler. Verlag Ravensburg, 1989, ISBN 3-473-43182-6.
- Zerstörte Kunst, empörte Zeitgenossen. Blick + Bild-Verlag, 1965, VG Edition Marco, Bonn (Erinnerungen).
- Kopf und Aktzeichnen. Akademische Verlagsgesellschaft, Frankfurt am Main 1963.
- Die Selbstzerstörung der Zivilisation. WT-Verlag, Berlin 1964/65, VG Edition Marco, Bonn